# 옥구 김씨
옥구 김씨(沃溝金氏)는 전북특별자치도 군산시 옥구읍을 본관으로 하는 한국의 성씨이다.
시조 김범(金範)은 김알지의 후손으로, 본래는 상산 김씨였다.

## 참고 자료
- “옥구김씨(沃溝金氏)”. 뿌리를 찾아서.[깨진 링크(과거 내용 찾기)]